# Latin Kings
Los Almighty Latin King and Queen Nation (ALKQN, ALKN, LKN) son una banda callejera hispanohablante originaria de Estados Unidos y extendida por algunos otros países.  La pandilla fue fundada por puertorriqueños en Chicago, Illinois en 1954, además de ser una de las pandillas de prisión más antiguas (junto a Mafia Mexicana) y grandes de Estados Unidos y el mundo.

## Historia

### Facción "King Motherland" de Chicago
Se originó en 1951 en Chicago (Illinois) por Chicanos (México-Americanos) e inmigrantes de México, República Dominicana, Puerto Rico, Ecuador y de Cuba  que eran discriminados por los americanos blancos y negros. Un grupo de ellos formaron los Latin Kings para protegerse, contraatacar e insuflar un poco de orgullo en su comunidad. Durante sus primeros años de vida, la asociación funcionó como un grupo de ayuda mutua dentro de la comunidad Chicana y puertorriqueña. Al cabo de una década, el grupo había crecido hasta convertirse en una pandilla criminal. La organización, la cual empezó a extenderse a New York por King Blood hasta por todo Estados Unidos, y en los años 70 comenzó a ser dominada por personas implicadas en actividades ilegales, principalmente en redes de narcotráfico. Con los latinos comunidad que enfrentaba la violencia constante de las pandillas greaser griegas e italianas, los imperiales se fusionaron con varias otras pandillas callejeras puertorriqueñas y mexicanas para formar los Latin Kings. más tarde, sin embargo, se convierten en una empresa criminal que opera en todo Estados Unidos. Hay dos facciones generales: King Motherland Chicago (KMC), también conocido como King Manifesto and Constitution, y Bloodline, formada en la ciudad de Nueva York en 1986. Todos los miembros de la pandilla se identifican como Latin Kings.
Los miembros de este grupo se identifican con el color dorado (o amarillo) y negro, coronas de cinco puntas o las siglas ALKQN (Almighty Latin King and Queen Nation, «La todopoderosa nación de los reyes y reinas latinos», en inglés). Algunos de ellos llevan coronas tatuadas en su cuerpo y suelen estar compuesta principalmente por ecuatorianos, colombianos, peruanos, bolivianos y dominicanos. 
Para entrar, es habitual que los sometan a alguna prueba, como la de soportar una paliza propinada por el resto del grupo o conseguir una determinada cantidad de dinero, normalmente robándolo. Se rigen por normas muy estrictas que no suelen saltarse por las penalizaciones que los líderes imponen, que pueden significar palizas de sus propios compañeros o incluso la muerte. Estas reglas están recogidas en un manifiesto denominado "La Literatura".

### Facción Bloodline

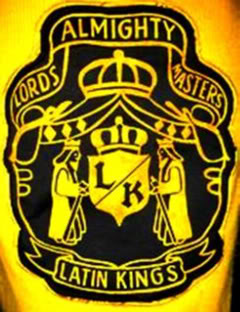
Parches de jersey de los Latin Kings

El Manifiesto Bloodline fue fundado por Luis "King Blood" Felipe en 1986 en el Centro Correccional Collins del estado de Nueva York. Los Latin Kings que se asocian con el capítulo Bloodline del estado de Nueva York también se identifican como la "Nación Todopoderosa de los reyes y reinas latinos" (ALKQN). Se estima que la membresía es tan grande como 7500, dividida entre varias docenas de tribus que operan en 15 ciudades en cinco estados.
A principios de la década de 1980, para evitar el encarcelamiento por sus actividades delictivas en Chicago, Luis Felipe (también conocido como King Blood) huyó a Nueva York. Poco después de llegar a Nueva York, fue arrestado y condenado por asesinar a su novia. En 1986, mientras estaba en prisión, Felipe comenzó su propio capítulo de los Latin Kings conocido como Bloodline. Se designó a sí mismo como Inca y Corona Suprema del estado de Nueva York. De 1986 a 1994, ALKQN consolidó su condición de pandilla a través de delitos como asesinato, extorsión y otros delitos cubiertos por la Ley RICO (Ley de organizaciones corruptas e influenciadas por extorsionistas).
En 1991, Felipe fue devuelto a prisión después de una breve liberación por violaciones de libertad condicional derivadas de la recepción de bienes robados. Sin embargo, continuó guiando a los miembros de ALKQN, que ahora sumaban unos 2.000, tanto encarcelados como libres. En 1994, con el rápido crecimiento de los Latin Kings, estalló una lucha de poder interna y se produjo la violencia dentro de los Kings. Entre junio de 1993 y febrero de 1994, siete Latin Kings fueron asesinados. Tras el estallido de violencia interna de pandillas, Felipe y otras 19 personas fueron acusadas de asesinato y extorsión; el proceso de acusación terminó en 1995 con 39 Latin Kings y 1 Latin Queen acusados bajo la Ley RICO.
Felipe fue acusado de ordenar el asesinato de William (Lil Man) Cartagena, quien había sido llevado a un departamento abandonado del Bronx y estrangulado, decapitado, mutilado e incendiado . Aunque Felipe estaba en prisión, el gobierno luego alegó que había ordenado un T.O.S. ("Terminate On Sight") a todos los Latin Kings por el asesinato de Cartagena. Esta carta y muchas otras fueron cómo se vinculó inicialmente a Felipe con tres asesinatos en las calles de Nueva York; El testimonio de los reyes anteriores se utilizó como prueba adicional de las órdenes. Las cartas habían sido copiadas y almacenadas por el Departamento de Correcciones de Nueva York, que no estaba al tanto del significado de las cartas hasta que se formó un grupo de trabajo federal que incluía NYPD investigadores de homicidios, agentes del FBI e investigadores del DOC. Antonio Fernández, quien fue bendecido como Inca y Corona Suprema del Estado de Nueva York, 
Tras el juicio y condena de Felipe en 1996, se arrodilló con otros Latin Kings frente al Tribunal Federal de Distrito en Manhattan y fue citado diciendo: "Es hora de un nuevo comienzo... Ahora no pueden echarnos en cara nuestro pasado."
A partir de entonces, ALKQN una vez más comenzó una transformación. Latin Kings y Queens comenzaron a aparecer en masa en manifestaciones políticas en apoyo a la comunidad latina. Para promover sus esfuerzos de legitimación, la organización comenzó a celebrar reuniones mensuales (universales) en la Iglesia Episcopal de St. Mary en West Harlem. En este momento, se cree que la membresía de los Latin Kings aumentó a 3.000 encarcelados y 4.000 libres. Los universales mensuales atrajeron una asistencia de 500 a 600 personas con regularidad. Los cambios internos en la organización comenzaron a tener lugar cuando Fernández enmendó el manifiesto ALKQN para incluir elecciones parlamentarias y nuevos procedimientos para manejar quejas entre organizaciones y eliminarla muerte como posible castigo, sustituyéndola por la "desaparición", acto de ser desterrado del movimiento.
Para la ALKQN, 1997 comenzó con la sentencia de Felipe a 250 años de prisión, de los cuales los primeros 45 los pasó en régimen de aislamiento. Los otros 39 miembros fueron sentenciados a un promedio de 20 años de prisión por su participación en los crímenes. El año traería más problemas legales, ya que Fernández y otras 31 personas fueron arrestadas en una redada en el Lower East Side y acusadas de alteración del orden público[cita requerida]. El Comisionado Especial de Investigación para Escuelas pronto acusó a ALKQN de infiltrarse en el sistema escolar; un guardia de seguridad escolar con cinco años de servicio fue despedido por cargos de conducta poco profesional por su asociación con los Latin Kings. El año llegó a su fin con el arresto de Fernández en diciembre por el FBI por abuso doméstico.
Los cargos pendientes contra Fernández se retiraron a principios de 1998. Tras la liberación de Fernández, una operación conjunta del FBI, Departamento de Policía de la Ciudad de Nueva York (NYPD), Servicio de Inmigración y Naturalización ( INS), la Policía del Estado de Nueva York y la Administración para el Control de Drogas (DEA) llegaron a su fin con los arrestos de 92 presuntos miembros de ALKQN, la mitad de los cuales los líderes de Latin Kings insistieron en que no eran miembros. La operación, denominada Operación Corona, le costó a la ciudad más de un millón de dólares y tardó 19 meses en completarse. Fernández fue liberado después de cuatro días con una fianza de $350,000, la cual fue pagada con las cuotas obligatorias que el tesorero de Bloodline había recaudado de la comunidad cada semana. Más de la mitad de los arrestados fueron acusados de delito menor s; otros fueron acusados de posesión de armas y tráfico de drogas. A Fernández finalmente se le permitió, aunque bajo arresto domiciliario, asistir a las reuniones universales mensuales. Fue durante su tiempo bajo arresto domiciliario que Latin Queens experimentó una reorganización en el liderazgo, despidiendo a muchos de los líderes para atraer a miembros con más enfoque político.
Durante este período, los Latin Kings comenzaron a ganar cierta legitimidad dentro del movimiento nacionalista puertorriqueño, a partir de que Lolita Lebrón, miembro del Partido Nacionalista Puertorriqueño, quien cumplió 25 años en una prisión federal por su participación en un ataque al Capitolio de los Estados Unidos junto con otros militantes puertorriqueños en 1954, reclutó al ALKQN del estado de Nueva York para protegerla durante una manifestación frente a la sede de las Naciones Unidas. Después de la manifestación de la ONU, Rafael Cancel-Miranda, otro nacionalista puertorriqueño que pasó 25 años en una prisión federal por los mismos delitos que Lebrón, asistió a un universal mensual. Antes de finalizar el año, Adelfa Vera, también activista puertorriqueña, asistió a un universal mensual y la dirección actual le entregó cuentas de ALKQN. Vera fue elogiada durante la reunión y afirmó: "Estos niños son la esperanza de nuestra lucha por la liberación. Puedo morir en paz, porque encontramos la continuación".
En 1998, Fernández se declaró culpable de conspiración para vender y distribuir heroína. En 1999, fue sentenciado a 13 años de prisión, que comenzó a cumplir en la Penitenciaría federal de Leavenworth en Kansas, y fue puesto en confinamiento solitario. Finalmente, fue transferido nuevamente y colocado en la población general, y desde entonces ha sido liberado.
Durante la primera década del siglo XXI, debido al proceso migratorio entre Ecuador y España, los Latin Kings y los Ñetas se introdujeron en Ecuador desde España. En el país andino, tras pocos años de violenta actividad, ambas bandas llegaron a un acuerdo de paz (solo en Ecuador) y cese de actividades en 2009.
Los Latin Kings componen la banda con más presencia en España. En marzo de 2013 las fuerzas de seguridad desarticularon la banda en Madrid y un año más tarde los Mossos D’Esquadra hicieron lo mismo en Cataluña. A pesar de ello aún hay ramificaciones por todo el territorio nacional, teniendo presencia actualmente en: Madrid, Andalucía, Castilla y León, Aragón, Castilla-La Mancha, Islas Baleares, Navarra, la Comunidad Valenciana y Murcia.

## Estructura organizacional
Los Latin Kings tienen una estructura organizativa jerárquica. Tienen numerosos "capítulos" o "tribus" en todo el país, que se adhieren a un sistema regional, estatal y nacional. Los oficiales cuentan con el apoyo de un "Consejo de la Corona" de los 5 miembros del Consejo de Coronas. El Consejo establece normas y reglamentos y celebra audiencias disciplinarias.
La jerarquía se eleva a oficiales regionales y, en última instancia, a dos "incas" regionales supremos con sede en Chicago. Los jefes de toda la organización criminal son conocidos como "coronas". Un detective jubilado dijo en 2004: "Cuando los comparas con otras pandillas callejeras como los Bloods y los Crips, ninguno se compara con la organización de los Latin Kings".

### Marcas

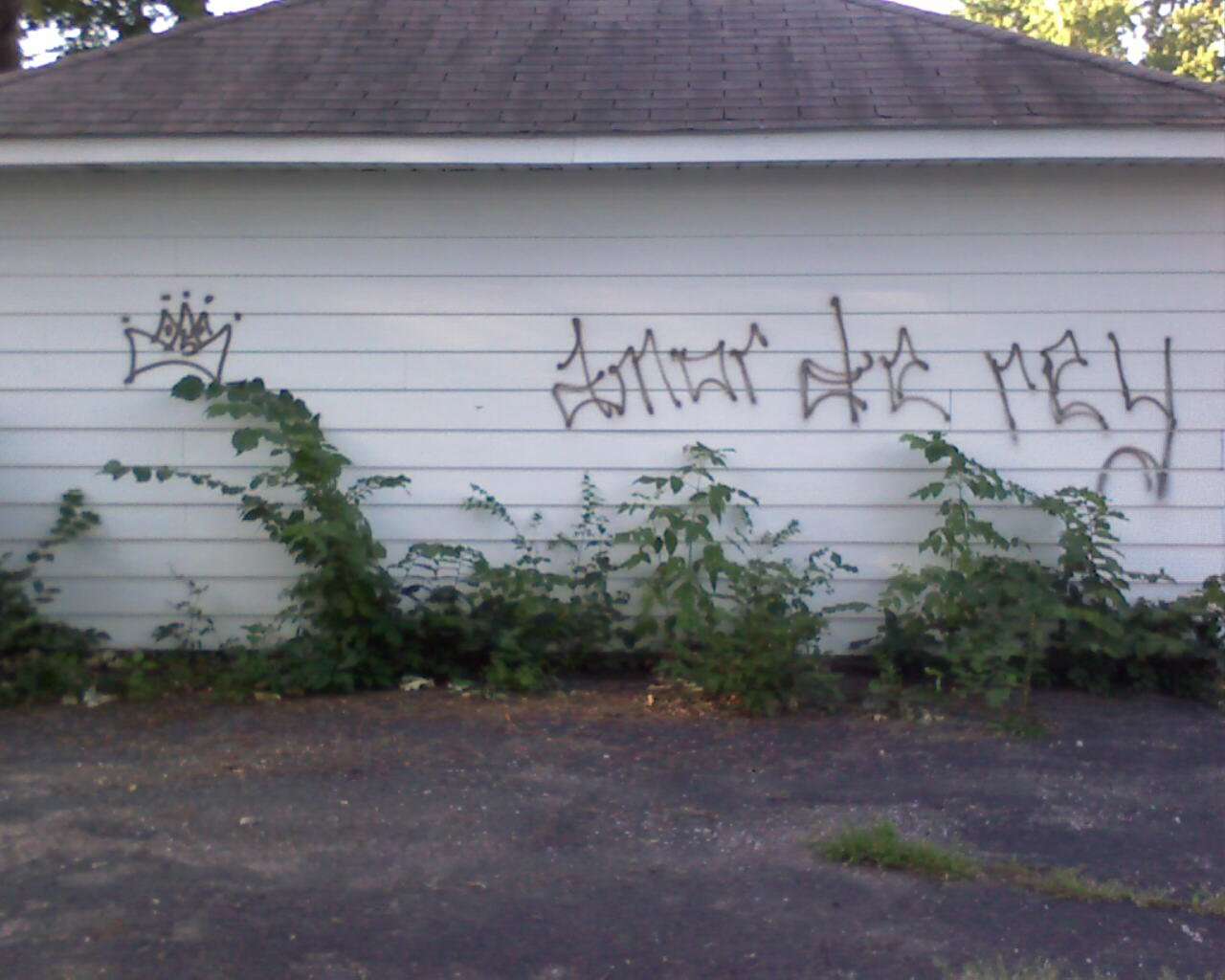
Graffiti de Latin Kings

Los colores de Latin King son el negro y el dorado. Las marcas de pandillas consisten en una "corona sagrada" de cinco o tres puntos, escritos de abreviaturas LK, ALK, ALKN, ALKQN (o las palabras completas) y dibujos del León o el Rey Maestro. El simbolismo de Latin King suele ir acompañado del nombre y número de la tribu, región o ciudad de la pandilla. Los Latin Kings son miembros de la alianza de pandillas People Nation y, por lo tanto, se oponen a la alianza de pandillas rival Folk Nation.

### Disciplina
Cuando cualquier miembro cree que otro miembro ha violado un reglamento, comienza el proceso disciplinario presentando un Formulario de Procedimientos para Violación. Este formulario incluye una variedad de información sobre la acusación, incluida la violación, la declaración del acusado y los miembros presentes u otros testigos. Si se determina que el miembro es culpable de la violación en su audiencia de la Corona, puede estar sujeto a una variedad de sanciones según la gravedad de la ofensa:
Castigos no corporales
- Libertad condicional: por un período que oscila entre dos semanas y dos meses, se puede imponer además de otros castigos
- Multas (Multas): también se pueden usar como una forma de recuperar el gasto de la propiedad de la pandilla cuando un miembro la destruye o la pierde.
- Despojo: el miembro es despojado de rango y títulos, es poco probable que vuelva a subir al rango anterior
- Suspensión: el miembro es despojado de todos los cargos y deberes, no se le permite usar los colores y se le llama novicio
- Servicio comunitario: asignaciones particulares realizadas caso por caso

Castigos corporales
- B.O.S. (Golpe a la vista) - golpe de tiempo indeterminado
- Examen físico de tres minutos: paliza de tres minutos por al menos tres miembros
- Examen físico de cinco minutos: paliza de cinco minutos por parte de cinco miembros
- TOS (Terminar a la vista) – muerte

### Ideología del Kingismo

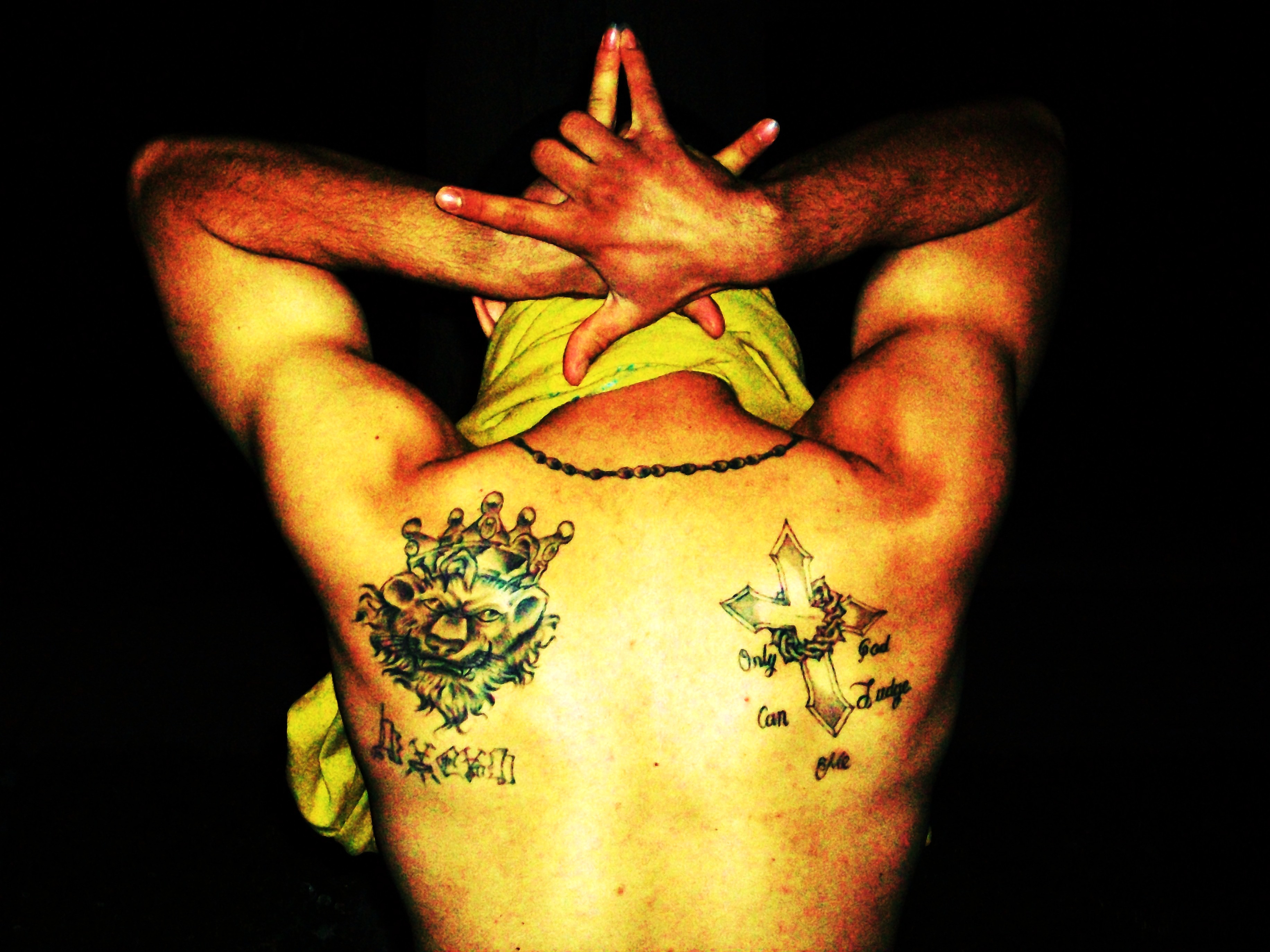
Miembro de la pandilla junto a sus tatuajes (Un león con una corona) y el signo de cinco estrellas en sus manos

LA Kaufman escribió en la edición de febrero de 2015 de la revista New York que los King tenían una "mezcla única de disciplina intensa, política revolucionaria y una religión casera llamada 'Kingism'". Él sugiere que esto hace "una mezcla potente para los niños del gueto con problemas cuyas vidas carecían de estructura y esperanza". Kingism es una mezcla de retórica de pandillas tribales y misticismo religioso. Como dijo un miembro, el Manifiesto es "considerado nuestra Biblia", y leerlo es pasar "de las tinieblas a la luz".
Los Latin Kings operan bajo estrictos códigos y pautas que se transmiten en una constitución extensa, y siguen las enseñanzas del Manifiesto King.  Según el Manifiesto, existen tres etapas o ciclos de la vida de la Nación que constituyen el Kingismo:
1. La etapa primitiva: Esa etapa de la vida donde el Rey guerrero actúa por impulso, ejecutando su acción sin darles la seria consideración que le exigen. Una etapa de inmadurez en la que el rey guerrero pasa el tiempo peleando en grupo, drogándose y siendo reconocido como grande y malo".
2. La etapa conservadora: "En este nivel el rey guerrero se cansa de la etapa primitiva. Ya no desea participar en la rutina sin sentido de las peleas de pandillas, colgarse en la esquina o ser reconocido como grande y malo La mayoría de las veces, en este nivel, el Rey guerrero se casa y se retira. No es apropiado llamar a esta etapa etapa de madurez debido al hecho de que el Rey guerrero en este momento no madura realmente en el sentido de madurez. En cambio, se momifica o alcanza un nivel de aceptación de la vida tal como le ha sido enseñado por el sistema existente que explota a todas las personas de color, las deshumaniza y las mantiene bajo el yugo económico y social de la esclavitud".
3. La etapa del nuevo rey: La etapa de la conciencia y la decisión. El nuevo Rey reconoce que ha llegado el momento de la revolución. ¡Revolución de la mente! ¡La revolución del conocimiento! Una revolución que traerá la libertad a los esclavizados, a todos los pueblos del Tercer Mundo mientras juntos cantamos y alabamos con alegría la hora que es-¡es la hora de la Nación!... Para él no hay horizontes entre razas, sexos y etiquetas sin sentido.para él todo tiene sentido, humano la vida se coloca por encima de los valores materialistas ... Cuando un hombre se convierte en un nuevo Rey, la voluntad de la Nación se convierte en su voluntad, porque estar en desacuerdo con la Nación es algo que no puede durar."

Según el Manifiesto, "El Nuevo Rey ya no ve al guerrero rival como la causa de sus males; en cambio, lucha contra el Sistema Anti-Rey (injusticias sociales y desigualdad)".

## Latin Queens
Si bien originalmente se pensaba que los Latin Kings eran una organización masculina, eventualmente comenzó a absorber a las mujeres y darles una parte igual.
La agenda de Latin Queen se compone de respeto por uno mismo, independencia, apoyo familiar, identidad étnica y autoempoderamiento. La búsqueda de tales metas ha atraído a una amplia variedad de mujeres que habían sido adictas a las drogas, victimizadas y/o desatendidas por sus familias, cónyuges y parejas. Los sociólogos que estudian a los Latin Kings y Queens han observado los diferentes métodos en los que ambos grupos intentan "recuperar y regular" sus entornos. Se cree que los Latin Queens se enfocan más en sus problemas de espacio privado, como la vida hogareña y la protección y cuidado de sus cuerpos, a diferencia de los Latin Kings, quienes están más preocupados por la pérdida de espacios públicos en sus propias comunidades.
La evolución de ALKQN ha sido vista por fuentes externas como asistida por la adición y el papel más importante que han desempeñado la Reina Loki y la Reina Vailor, exponiendo a ALKQN a una mayor variedad de seguidores de diferentes clases de lo que hubiera sido posible antes de su integración. En países como España, Latin Queens está ayudando a legitimar ALKQN a través de la integración con programas patrocinados por el gobierno. En Cataluña, las 200 personas entre las que se encuentran la Reina Tragedia y el Rey Zeus y el resto de la tribu de Reyes y Reinas Latinas fue designada como Asociación Cultural de Reyes y Reinas Latinas de Cataluña. La designación de "programa cultural" se otorgó a través de programas patrocinados por el gobierno para ayudar a las pandillas a integrarse en la sociedad y está dirigida por Latin Queen Melody, Erika Jaramillo.

## Investigaciones y enjuiciamientos

### Connecticut
Los Latin Kings en Connecticut comenzaron en el sistema penitenciario estatal a fines de la década de 1980. La pandilla tiene más de doscientos miembros en el estado. Dieciséis miembros de Latin Kings, incluidos los cuatro miembros de más alto rango en el estado, fueron arrestados en Bridgeport y New Haven el 30 de junio de 1994 y acusados de conspirar para vender cocaína y heroína. Nelson Luis Millet, presidente y oficial de más alto rango de los Latin Kings de Connecticut, fue sentenciado a cadena perpetua en enero de 1996.
Una investigación realizada por la Oficina Federal de Investigaciones (FBI) Fuerza de Tarea de Pandillas de Crímenes Violentos del Norte de Connecticut y la División de Narcóticos y Antivicio del Departamento de Policía de Hartford sobre el tráfico de narcóticos y la violencia asociada en el South End por los Latin Kings dio como resultado que dos pandilleros fueran condenados por tráfico de drogas. Héctor "Bebo" Salazar fue condenado a cinco años y nueve meses de prisión por distribuir heroína, fentanilo y crack el 18 de noviembre de 2019, y Brian "Buddha" Matos fue sentenciado a cuatro años y nueve meses por tráfico de cocaína y fentanilo el 5 de febrero de 2020.

### Delaware
Los Latin Kings son una de las pocas pandillas callejeras organizadas que operan en el estado de Delaware. El miembro de Latin Kings, Alejandro Rodríguez-Ortiz, fue acusado del asesinato el 2 de julio de 2008 de Angel Rivera, un compañero de Latin King que fue asesinado a tiros en Wilmington, así como del asesinato del pandillero rival Rodrigo Monroy, quien recibió un disparo mortal el 30 de septiembre de 2008.

## New Latin Kings
New Latin Kings es una categoría / rama de los latin kings, creado en España y categorizado así por las diferencias con los Latín Kings de Chicago.